# Bøsdalafossur
Bøsdalafossur är ett vattenfall i Färöarna (Kungariket Danmark). Det ligger i sýslan Vága sýsla, i den västra delen av landet.  Bøsdalafossur rinner ner från sjön Leitisvatn/Sørvágsvatn och rakt ner i Atlanten. Dess höjd är 30 meter.